# Apollo 5
A Apollo 5, também chamada de AS-204, foi um voo espacial não-tripulado norte-americano e o primeiro voo teste do Módulo Lunar Apollo, que depois levaria astronautas para a superfície lunar. Ela foi lançada por um foguete Saturno IB em 22 de janeiro de 1968 do Complexo de Lançamento 37 em Cabo Kennedy, na Flórida. A missão foi um sucesso, porém problemas de programação forçaram a execução de uma missão alternativa em relação a aquela que tinha sido originalmente planejada.
O voo fora adiado repetidas vezes devido a dificuldades no desenvolvimento do módulo lunar por parte da fabricante Grumman. O Saturno IB originalmente designado para a missão foi substituído durante os atrasos pelo foguete que deveria ter sido usado na Apollo 1 e sobre o qual ocorreu um incêndio que matou seus três astronautas. O módulo lunar da Apollo 5, o LM-1, foi entregue no Centro Espacial John F. Kennedy em junho de 1967 e passou meses em testes. Últimos atrasos ocorreram por problemas de equipamentos e a contagem regressiva começou em 21 de janeiro de 1968, com o lançamento ocorrendo no dia seguinte.
O módulo lunar se separou do estágio S-IVB assim que a espaçonave alcançou órbita e o programa de testes começou, porém um acionamento de seu motor foi abortado automaticamente quando o Computador de Orientação Apollo detectou que o módulo não estava viajando tão rápido como planejado. O diretor de voo Gene Kranz e sua equipe no Controle da Missão no Texas rapidamente elaboraram uma missão alternativa, durante a qual os objetivos de testes da espaçonave foram realizados. A missão terminou após onze horas e foi tão bem-sucedida que a NASA descartou um segundo teste não-tripulado do módulo.

## Antecedentes
O presidente John F. Kennedy desafiou os Estados Unidos em 1961 a pousar um astronauta na Lua até o final da década e trazê-lo em segurança de volta para a Terra. A Administração Nacional da Aeronáutica e Espaço (NASA), após vários debates, decidiu em 1962 que missões lunares usariam o método do encontro orbital lunar em que uma Espaçonave Apollo completa seria enviada em direção da Lua pelo terceiro estágio S-IVB do veículo de lançamento Saturno V. Uma vez em órbita lunar, os astronautas que fariam a alunissagem entrariam no que era então chamado de Módulo de Excursão Lunar, posteriormente renomeado para Módulo Lunar Apollo. Esta espaçonave se separaria do Módulo de Comando e Serviço Apollo e pousaria na Lua. Os astronautas voltariam para o Módulo Lunar assim que estivessem prontos para voltar, com este decolando e se reacoplando com o Módulo de Comando e Serviço. Assim que os astronautas tivessem voltado para o Módulo de Comando e Serviço, o Módulo Lunar seria descartado antes do retorno para a Terra. A NASA convidou onze empresas em 1962 para concorrerem ao contrato de construção do Módulo Lunar. Foi anunciado em 7 de novembro de 1962 que o contrato ficaria com a Grumman de Bethpage, Nova Iorque.

## Atrasos
Assim como na Apollo 4, houve vários atrasos na Apollo 5. O principal motivo foi problemas no desenvolvimento do Módulo Lunar, que estava atrasado. O major-general Samuel C. Phillips, o Gerente do Programa Apollo, originalmente esperava que um voo teste não-tripulado do LM-1, o primeiro Módulo Lunar, ocorreria em abril de 1967. A NASA antecipava seis meses para checagens e testes, assim ela pediu que Grumman entregasse o LM-1 no Centro Espacial John F. Kennedy até setembro de 1966, porém essa entrega foi atrasada várias vezes por dificuldades na fabricação. A data de entrega ainda era uma incerteza quando o AS-206, o foguete Saturno IB que estava programado para levar o LM-1 até órbita, foi erguido em janeiro de 1967 no Complexo de Lançamento 37. No mesmo mês um incêndio matou a tripulação da Apollo 1 e o AS-204, seu veículo de lançamento, foi transferido do Complexo de Lançamento 34 para o Complexo 37 para substituir o AS-206. Isto ocorreu porque o AS-204 era o último Saturno IB com uma instrumentação de pesquisa e desenvolvimento completa, assim a NASA queria usar esse foguete para o primeiro voo teste do Módulo Lunar já que voos tripulados estavam paralisados.

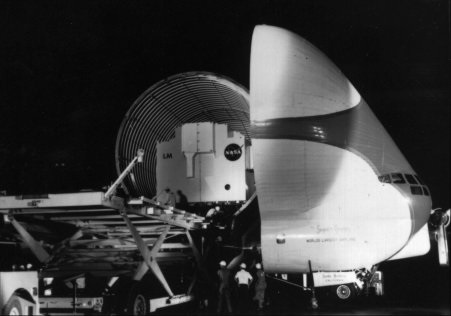
O LM-1 sendo entregue pelo Super Guppy em 23 de junho de 1967

Como nenhum Módulo Lunar estava disponível até então, a Grumman construiu um modelo em tamanho real feito de madeira compensada no Complexo 37 para ajudar na verificação da instalação. George Low, o Gerente do Programa da Espaçonave Apollo, informou a NASA em 12 de maio de 1967 que a Grumman tinha se comprometido a entregar o LM-1 em 28 de junho, mas destacou que isto seria algo difícil de se executar. A espaçonave chegou em Cabo Kennedy no dia 23 de junho a bordo do avião de carga Aero Spacelines Super Guppy; os dois estágios foram unidos quatro dias depois. Uma equipe de quatrocentas pessoas liderada por John J. Williams, um veterano de lançamentos dos Projetos Mercury e Gemini, fez checagens para avaliar se o LM-1 cumpria as especificações exigidas, depois disso supervisionaram técnicos da Grumman que testaram e modificaram o veículo. Os dois estágios do módulo foram separados em agosto devido a vazamentos no estágio de subida, com eles sendo reunidos depois dessas questões terem sido resolvidas, porém um novo vazamento ocorreu e os estágios foram separados mais uma vez em setembro. Várias peças de equipamentos foram removidas para serem consertadas pela Grumman durante esse período; os dois estágios foram unidos pela última vez em outubro.
A Apollo 5 já estava 39 dias atrasada em relação ao plano estabelecido em 18 de julho no dia 6 de setembro, porém todas as questões conhecidas estavam sendo abordadas, com exceção de alguns vazamentos no sistema de propulsão. A maior parte dos documentos da missão ficaram prontos no final do ano; William C. Schneider, o Diretor de Missão, emitiu em 18 de novembro as regras da missão. O LM-1 foi unido ao veículo de lançamento no dia seguinte, com o teste de prontidão sendo finalizado em dezembro. James Webb, o Administrador da NASA, anunciou no início de janeiro de 1968 que a Apollo 5 seria lançada em alguma data após 18 de janeiro. Pequenos defeitos como filtros entupidos levaram a mais atrasos. O teste de demonstração de contagem regressiva terminou em 19 de janeiro e uma contagem regressiva reduzida a 22 horas começou no dia 21.

## Objetivos
A Apollo 5 tinha a intenção de verificar a operação dos subsistemas do Módulo Lunar. Os motores dos estágios de descida e subida seriam acionados durante o voo. Um teste "fogo no buraco" seria realizado para verificar que o estágio de subida poderia ser acionado enquanto ainda estivesse preso ao estágio de descida, um procedimento que seria usado na superfície lunar caso a alunissagem precisasse ser abortada. Isto envolveria desligar o estágio de descida, transferir controle e potência para o estágio de subida e iniciar o motor enquanto os dois estágios ainda estivesse unidos. O termo "fogo no buraco" vinha de termo usado por mineradores quando explosivos estavam prestes a serem usados em locais fechados. Testes adicionais checariam se os motores do módulo poderiam ser reiniciados depois de seu primeiro uso. Além dos testes dos sistemas do Módulo Lunar, a Apollo 5 também testaria a Unidade de Instrumentos em sua configuração do Saturno V. Esperava-se que o estágio de subida do LM-1 permanecesse em órbita terrestre por aproximadamente dois anos antes de reentrar na atmosfera e se desintegrar, enquanto o estágio de subida ficaria no espaço por três semanas.

## Equipamentos

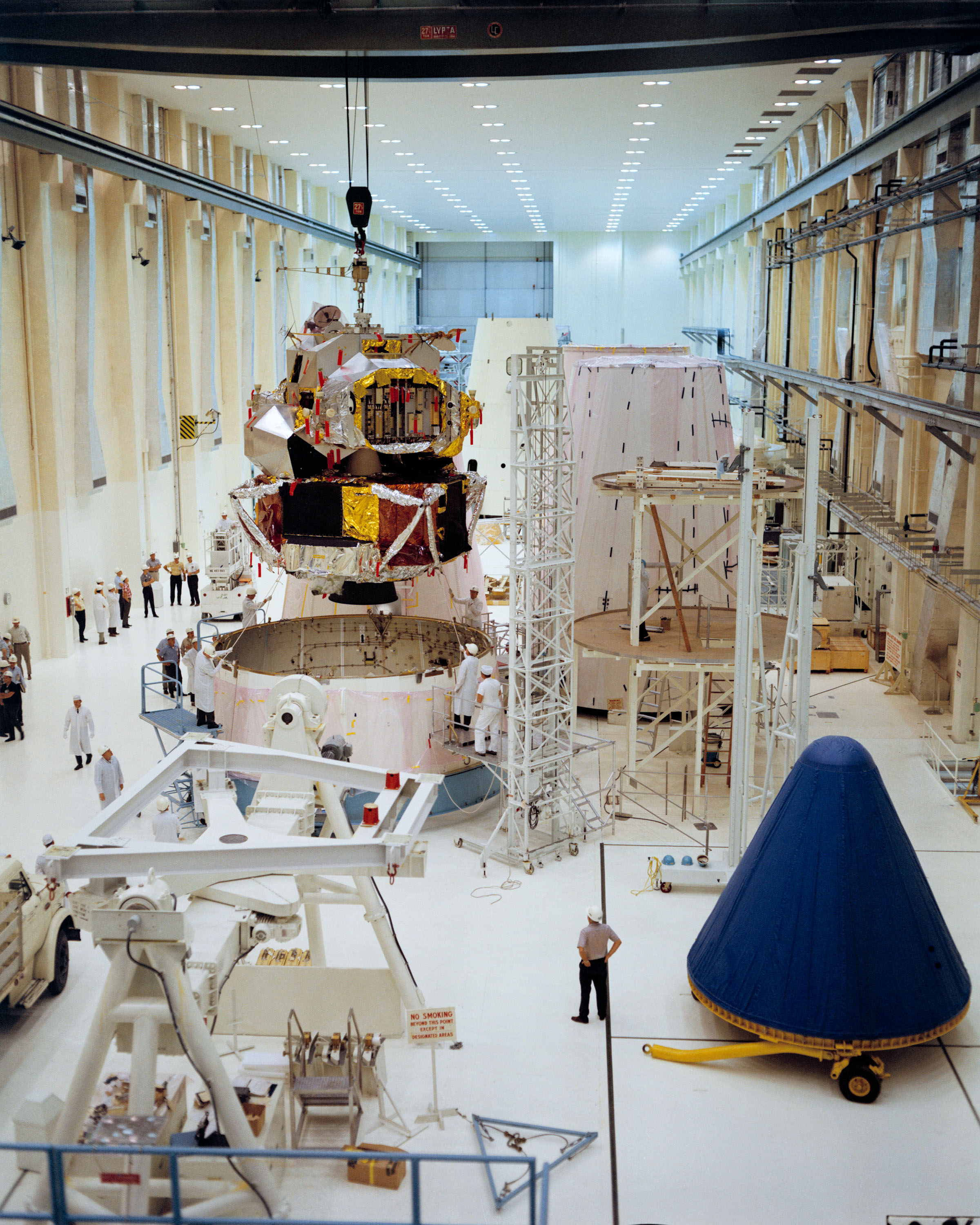
O LM-1 sendo unido ao adaptador Espaçonave–LM em novembro de 1967

A Apollo 5 foi lançada ao espaço por um Saturno IB designado SA-204R, que originalmente seria usado na Apollo 1. Ele foi levado ao Cabo Kennedy em agosto de 1966 e sobreviveu ao incêndio ileso, tendo sido inspecionado após o acidente em busca de corrosões e outros danos. O peso do veículo de lançamento, incluindo a espaçonave e combustível, foi de 589 413 quilogramas.
O veículo espacial para a missão tinha 55 metros de altura, porém não possuía um Módulo de Comando e Serviço ou um sistema de escape de lançamento. Em vez disso, o Módulo Lunar foi abrigado dentro do Adaptador Espaçonave–Módulo Lunar no alto do veículo de lançamento. O adaptador foi designado SLA-7, ficando logo abaixo da tampa da cobertura. Ele tinha quatro painéis que se abririam assim que a cobertura fosse descartada, permitindo que o Módulo Lunar se separasse e se afastasse.
O Módulo Lunar, designado LM-1, foi o primeiro Módulo Lunar Apollo pronto para voo espacial. A espaçonave não tinha trens de pouso a fim de economizar peso e também porque eles não seriam necessários durante os testes da missão.
Uma das janelas do LM-5, que depois voaria em julho de 1969 na Apollo 11, quebrou em dezembro de 1967 durante testes, assim os oficiais da NASA decidiram substituir todas as janelas do LM-1 com placas de alumínio por temerem que uma das janelas pudesse cair durante o voo. Já que não haveriam astronautas a bordo, um programador de missão foi instalado no LM-1 capaz de controlar a espaçonave remotamente. Nem todos os sistemas do módulo estavam totalmente ativados ou totalmente abastecidos com consumíveis; por exemplo, suas baterias estavam parcialmente descarregadas a fim de evitar complicações de sobretensão, enquanto os tanques de oxigênio para os sistemas de controle ambientais estavam apenas parcialmente cheios.

## Missão
O lançamento da Apollo 5 ocorreu às 22h48min08s UTC (17h48min08s EST, horário local) de 22 de janeiro de 1968 a partir da Plataforma 37B da Estação da Força Aérea de Cabo Kennedy. O Saturno IB funcionou perfeitamente e colocou o segundo estágio S-IVB e o Módulo Lunar em uma órbita de 163 quilômetros de perigeu por 222 quilômetros de apogeu. A cobertura do cone foi descartada e o LM-1 se separou após 43 minutos e 52 segundos de voo, ficando em uma órbita de 167 por 222 quilômetros.
O primeiro acionamento de 39 segundos do motor do estágio de descida foi iniciado após duas órbitas, porém isto foi abortado depois de quatro segundos pelo Computador de Orientação Apollo, que detectou que a espaçonave não estava seguindo com a velocidade esperada. Suspeita-se que uma das válvulas do motor estava vazando e não foi armada até o momento de acionar o motor em órbita, o que significou que o combustível demorou mais tempo para chegar ao motor, levando a um retardamento. Os programadores poderiam ter ajustado o software para levar isso em conta, porém não foram informados. Além disso, os tanques estavam apenas pela metade e isto contribuiu para a lentidão da espaçonave. Caso isto tivesse ocorrido em uma missão tripulada, os astronautas seriam capazes de analisar a situação e decidir se o motor deveria ser reiniciado.

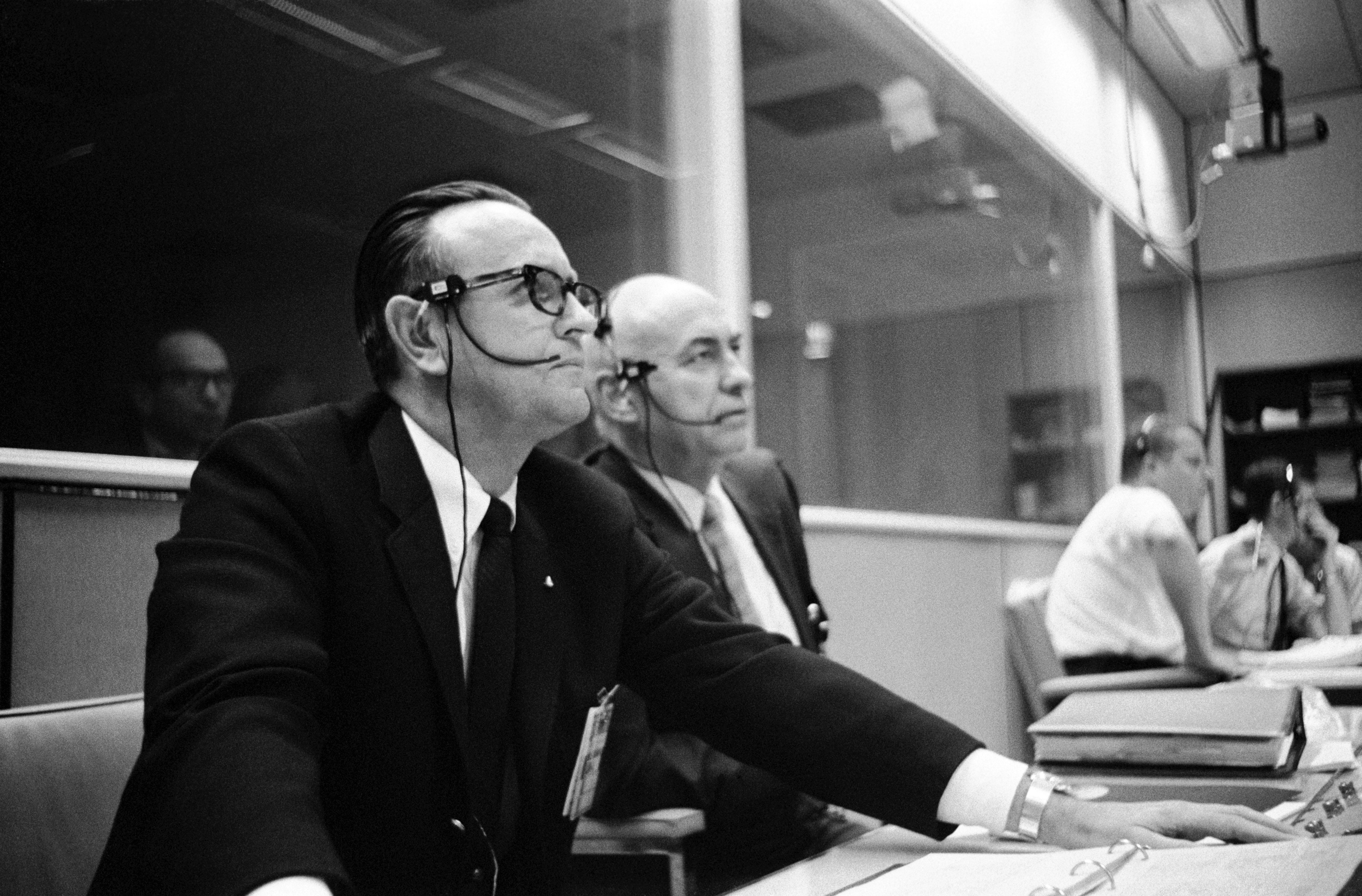
Christopher C. Kraft, o Diretor de Operações de Voo, e Robert Gilruth, Diretor do Centro de Espaçonaves Tripuladas, no Controle da Missão durante a Apollo 5

Gene Kranz foi o diretor de voo da Apollo 5. O Controle da Missão decidiu um plano para realizar os testes de motor e "fogo no buraco" sob controle manual. Houve problemas de comunicação com a espaçonave e a omissão desses testes significaria um fracasso na missão. Mesmo assim, a equipe de Kranz conseguiu realizar todos os acionamentos dos motores. O estágio de subida girou fora de controle após oito horas de missão por problemas no sistema de orientação, mas depois de todos os testes de motor.
Os estágios foram deixados em uma órbita baixa o suficiente para que o arrasto atmosférico logo fizessem suas órbitas decaírem e reentrassem na atmosfera. O primeiro estágio S-IB reentrou em 24 de janeiro e se desintegrou, enquanto o estágio de descida do Módulo Lunar reentrou em 12 de fevereiro, caindo no Oceano Pacífico centenas de quilômetros ao sudoeste de Guam. Simulações mostraram que o segundo estágio S-IVB reentrou na atmosfera quinze horas e meia depois do lançamento.
A missão terminou após onze horas e dez minutos. Low afirmou que o sucesso da Apollo 5 "se deu pelo fato de que nós tínhamos um bom equipamento; foi pelo fato que nós tínhamos equipes de controle de voo excelentes sob a liderança capaz de Gene Kranz". A NASA considerou a missão um sucesso por ter demonstrado os sistemas do Módulo Lunar, com uma segunda missão não-tripulada usando o LM-2 sendo cancelada. O primeiro voo do Módulo Lunar tripulado foi em março de 1969 na Apollo 9.